# MHC Martin
MHC Martin – słowacki klub hokejowy z siedzibą w Martinie.
Został założony w 1932. W słowackiej ekstralidze drużyna występowała od 2005. Przed sezonem 2017/2018 klub nie otrzymał licencji.

## Dotychczasowe nazwy
- Slávie Martin (1932−1945)
- SK Spartak Martin (1945−1965)
- TJ Hutník Martin (1965−1978)
- TJ Hutník ZŤS Martin (1978−1990)
- HC Hutník ZŤS Martin (1990−1994)
- Martinskeho hokeja club (1994−2003)
- HC Martimex ZŤS Martin (2003−2005)
- MHC Martin (2005−)
  - MHC Mountfield Martin (2010−)

## Sukcesy
- Puchar Kontynentalny: 2009
- Brązowy medal mistrzostw Słowacji: 1994, 2010
- Mistrzostwo 1. ligi: 2000